# نافينوميسك
نافينوميسك (بالروسية: Невинномысск) هي إحدى مدن روسيا في الكيان الفدرالي الروسي ستافروبول كراي.

## توأمة
لنافينوميسك اتفاقيات توأمة مع:
- سومقاييت